# Pseudoholostrophus klapperichi
Pseudoholostrophus klapperichi es una especie de coleóptero de la familia Tetratomidae.

## Distribución geográfica
Habita en China.